# Джонсон, Тайлер (баскетболист)
Тайлер Джонсон (англ. Tyler Johnson; род. 7 мая 1992 года в Гранд-Форкс, Северная Дакота, США) — американский бывший профессиональный баскетболист, игравший на позиции атакующего защитника.

## Студенческая карьера
Тайлер Джонсон учился в университете штата Калифорния в Фресно, где играл за команду «Фресно Стэйт» (2010—2014). За 4 сезона он провёл 127 матчей, в 87 играх Тайлер Джонсон выходил в стартовой пятерке. Он за 4 года проводил в среднем на площадке 27,9 минут, набирал в среднем 10,6 очков, делал в среднем 4,8 подбора, а также в среднем 1,1 перехвата, и отдавал в среднем 2,4 передаче.

## Профессиональная карьера
Тайлер Джонсон не был выбран на драфте НБА 2014 года. Он присоединился к «Майами Хит» для участия в летней лиге. 7 августа 2014 года Тайлер подписал контракт с «Хит». 25 октября он был отчислен из состава клуба. 3 ноября 2014 года Тайлер стал игроком «Су-Фолс Скайфорс».
12 января 2015 года Тайлер Джонсон подписал 10-дневный контракт с «Майами Хит». Три дня спустя он дебютировал в НБА в матче против «Голден Стэйт Уорриорз» и набрал 2 очка с линии штрафных. 22 января «Майами Хит» приняли решение не продлевать с ним контракт и Тайлер вернулся в «Су-Фолс Скайфорс». 29 января 2015 Тайлер Джонсон ещё раз подписал контракт с «Хит» на 10 дней. 8 февраля он заключил с клубом из Майами контракт на 2 года. 2 марта Тайлер Джонсон набрал рекордные для себя 26 очков (реализовал 10 из 13 бросков с игры) и тем самым помог одержать победу «Майами Хит» над «Финикс Санз» со счетом 115 на 98. Пять дней спустя в матче с овертаймом против «Сакраменто Кингз» он набрал 24 очка и впервые сыграл 44 минуты, как игрок со скамейки запасных. «Хит» победили соперника со счетом 114 - 109.
После сезона 2015-16 Джонсон стал ограниченно свободным агентом. 6 июля 2016 года он получил предложение от «Бруклин Нетс» на четыре года и 50 миллионов долларов. Четыре дня спустя «Хит» повторили предложение «Нетс», переподписав Джонсона. 7 декабря 2016 года он набрал максимальные за карьеру 27 очков в матче против «Атланта Хокс». Он превзошел этот показатель 20 декабря, набрав 32 очка - больше, чем любой запасной «Хит» когда-либо набирал за игру. Предыдущий рекорд «Хит» по набранным очкам среди запасных был 29 очков, набранных Вошоном Ленардом в 1999 году.

### Финикс Санз (2019-2020)
6 февраля 2019 года Джонсон был обменян вместе с Уэйном Эллингтоном в команду «Финикс Санз» на Райана Андерсона. 4 апреля 2019 года Джонсон выбыл до конца сезона, пропустив 10 игр из-за болей в правом колене, и перенес артроскопическую операцию. 9 февраля 2020 года Джонсон был отчислен «Санз».

### Бруклин Нетс (2020-2021)
24 июня 2020 года Джонсон подписал контракт с «Бруклин Нетс». 27 ноября он переподписал контракт с «Нетс». В 39 матчах, проведенных в составе «Бруклина», он набирал 5,4 очка, 2 подбора и 1,2 передачи в среднем за 17 минут игры. Джонсон получил похвалу за его индивидуальные качества и работу со вторым юнитом «Нетс», но «Бруклин» решил не подписывать его на следующий сезон.

### Филадельфия Севенти Сиксерс (2021)
22 декабря 2021 года Джонсон подписал 10-дневный контракт с клубом «Филадельфия Севенти Сиксерс». Он принял участие в трех матчах и набирал в среднем 3,7 очка и 2 подбора за игру.

### Сан-Антонио Сперс (2022)
6 января 2022 года Джонсон подписал 10-дневный контракт с клубом «Сан-Антонио Спёрс». Он принял участие в трех играх и набирал в среднем 2 очка, 2 подбора и 1,7 передачи за игру в составе «Спёрс».

### Брисбен Буллетс (2022—2023)
30 июля 2022 года Джонсон подписал контракт с австралийским клубом «Брисбен Буллетс» на сезон 2022-23.

## Статистика

### Статистика в НБА
| Сезон                                                                                    | Команда     | Регулярный сезон | Регулярный сезон | Регулярный сезон | Регулярный сезон | Регулярный сезон | Регулярный сезон | Регулярный сезон | Регулярный сезон | Регулярный сезон | Регулярный сезон | Регулярный сезон | Серия плей-офф | Серия плей-офф | Серия плей-офф | Серия плей-офф | Серия плей-офф | Серия плей-офф | Серия плей-офф | Серия плей-офф | Серия плей-офф | Серия плей-офф | Серия плей-офф |
| Сезон                                                                                    | Команда     | GP               | GS               | MPG              | FG%              | 3P%              | FT%              | RPG              | APG              | SPG              | BPG              | PPG              | GP             | GS             | MPG            | FG%            | 3P%            | FT%            | RPG            | APG            | SPG            | BPG            | PPG            |
| ---------------------------------------------------------------------------------------- | ----------- | ---------------- | ---------------- | ---------------- | ---------------- | ---------------- | ---------------- | ---------------- | ---------------- | ---------------- | ---------------- | ---------------- | -------------- | -------------- | -------------- | -------------- | -------------- | -------------- | -------------- | -------------- | -------------- | -------------- | -------------- |
| 2014/15                                                                                  | Майами      | 32               | 2                | 18,8             | 41,9             | 37,5             | 68,1             | 2,5              | 1,3              | 1,0              | 0,3              | 5,9              | Не участвовал  | Не участвовал  | Не участвовал  | Не участвовал  | Не участвовал  | Не участвовал  | Не участвовал  | Не участвовал  | Не участвовал  | Не участвовал  | Не участвовал  |
| 2015/16                                                                                  | Майами      | 36               | 5                | 24,0             | 48,6             | 38,0             | 79,7             | 3,0              | 2,2              | 0,7              | 0,4              | 8,7              | 5              | 0              | 12,2           | 45,5           | 50,0           | 72,7           | 1,4            | 1,6            | 0,2            | 0,0            | 4,2            |
| 2016/17                                                                                  | Майами      | 73               | 0                | 29,8             | 43,3             | 37,2             | 76,8             | 4,0              | 3,2              | 1,2              | 0,6              | 13,7             | Не участвовал  | Не участвовал  | Не участвовал  | Не участвовал  | Не участвовал  | Не участвовал  | Не участвовал  | Не участвовал  | Не участвовал  | Не участвовал  | Не участвовал  |
| 2017/18                                                                                  | Майами      | 72               | 39               | 28,5             | 43,5             | 36,7             | 82,2             | 3,4              | 2,3              | 0,8              | 0,5              | 11,7             | 5              | 5              | 16,2           | 53,8           | 60,0           | 85,7           | 1,6            | 0,8            | 0,4            | 0,0            | 8,0            |
| 2018/19                                                                                  | Майами      | 44               | 10               | 25,5             | 42,6             | 35,3             | 69,3             | 2,8              | 2,5              | 0,9              | 0,5              | 10,8             | Не участвовал  | Не участвовал  | Не участвовал  | Не участвовал  | Не участвовал  | Не участвовал  | Не участвовал  | Не участвовал  | Не участвовал  | Не участвовал  | Не участвовал  |
| 2018/19                                                                                  | Финикс      | 13               | 12               | 31,2             | 36,8             | 32,1             | 87,2             | 4,0              | 4,2              | 1,1              | 0,5              | 11,1             | Не участвовал  | Не участвовал  | Не участвовал  | Не участвовал  | Не участвовал  | Не участвовал  | Не участвовал  | Не участвовал  | Не участвовал  | Не участвовал  | Не участвовал  |
| 2019/20                                                                                  | Финикс      | 31               | 3                | 16,6             | 38,0             | 28,9             | 75,0             | 1,7              | 1,6              | 0,4              | 0,3              | 5,7              | Не участвовал  | Не участвовал  | Не участвовал  | Не участвовал  | Не участвовал  | Не участвовал  | Не участвовал  | Не участвовал  | Не участвовал  | Не участвовал  | Не участвовал  |
| 2019/20                                                                                  | Бруклин     | 8                | 4                | 24,3             | 40,5             | 38,9             | 100,0            | 3,0              | 3,0              | 0,5              | 0,1              | 12,0             | 4              | 2              | 23,3           | 45,7           | 39,3           | 100,0          | 1,8            | 2,3            | 0,0            | 0,3            | 13,8           |
| 2020/21                                                                                  | Бруклин     | 39               | 3                | 17,5             | 39,3             | 36,4             | 85,7             | 2,0              | 1,2              | 0,4              | 0,0              | 5,4              | 8              | 0              | 8,6            | 35,3           | 27,3           | 100,0          | 0,8            | 0,6            | 0,3            | 0,0            | 2,1            |
| 2021/22                                                                                  | Филадельфия | 3                | 0                | 12,7             | 40,0             | 42,9             | -                | 2,0              | 0,7              | 0,3              | 0,3              | 3,7              | Не участвовал  | Не участвовал  | Не участвовал  | Не участвовал  | Не участвовал  | Не участвовал  | Не участвовал  | Не участвовал  | Не участвовал  | Не участвовал  | Не участвовал  |
| 2021/22                                                                                  | Сан-Антонио | 3                | 0                | 17,7             | 20,0             | 33,3             | -                | 2,0              | 1,7              | 0,7              | 0,7              | 2,0              | Не участвовал  | Не участвовал  | Не участвовал  | Не участвовал  | Не участвовал  | Не участвовал  | Не участвовал  | Не участвовал  | Не участвовал  | Не участвовал  | Не участвовал  |
|                                                                                          | Всего       | 354              | 78               | 24,6             | 42,6             | 36,0             | 77,9             | 3,0              | 2,3              | 0,8              | 0,4              | 9,8              | 22             | 7              | 13,8           | 46,0           | 41,8           | 81,8           | 1,3            | 1,2            | 0,2            | 0,0            | 6,0            |
| Наведите курсор мыши на аббревиатуры в заголовке таблицы, чтобы прочесть их расшифровку. |             |                  |                  |                  |                  |                  |                  |                  |                  |                  |                  |                  |                |                |                |                |                |                |                |                |                |                |                |

### Статистика в Джи-Лиге
| Сезон                                                                                    | Команда          | Регулярный сезон | Регулярный сезон | Регулярный сезон | Регулярный сезон | Регулярный сезон | Регулярный сезон | Регулярный сезон | Регулярный сезон | Регулярный сезон | Регулярный сезон | Регулярный сезон | Серия плей-офф | Серия плей-офф | Серия плей-офф | Серия плей-офф | Серия плей-офф | Серия плей-офф | Серия плей-офф | Серия плей-офф | Серия плей-офф | Серия плей-офф | Серия плей-офф |
| Сезон                                                                                    | Команда          | GP               | GS               | MPG              | FG%              | 3P%              | FT%              | RPG              | APG              | SPG              | BPG              | PPG              | GP             | GS             | MPG            | FG%            | 3P%            | FT%            | RPG            | APG            | SPG            | BPG            | PPG            |
| ---------------------------------------------------------------------------------------- | ---------------- | ---------------- | ---------------- | ---------------- | ---------------- | ---------------- | ---------------- | ---------------- | ---------------- | ---------------- | ---------------- | ---------------- | -------------- | -------------- | -------------- | -------------- | -------------- | -------------- | -------------- | -------------- | -------------- | -------------- | -------------- |
| 2014/15                                                                                  | Су-Фолс Скайфорс | 15               | 15               | 34,5             | 49,0             | 42,6             | 80,8             | 4,3              | 4,3              | 0,9              | 0,4              | 18,5             | Не участвовал  | Не участвовал  | Не участвовал  | Не участвовал  | Не участвовал  | Не участвовал  | Не участвовал  | Не участвовал  | Не участвовал  | Не участвовал  | Не участвовал  |
|                                                                                          | Всего            | 15               | 15               | 34,5             | 49,0             | 42,6             | 80,8             | 4,3              | 4,3              | 0,9              | 0,4              | 18,5             | Не участвовал  | Не участвовал  | Не участвовал  | Не участвовал  | Не участвовал  | Не участвовал  | Не участвовал  | Не участвовал  | Не участвовал  | Не участвовал  | Не участвовал  |
| Наведите курсор мыши на аббревиатуры в заголовке таблицы, чтобы прочесть их расшифровку. |                  |                  |                  |                  |                  |                  |                  |                  |                  |                  |                  |                  |                |                |                |                |                |                |                |                |                |                |                |

### Статистика в NCAA
| Сезон | Команда      | Conf  | Class | GP  | GS | MPG  | FG%  | 3P%  | FT%  | RPG | APG | SPG | BPG | PPG  |
| --- | ------------ | ----- | ----- | --- | -- | ---- | ---- | ---- | ---- | --- | --- | --- | --- | ---- |
| 2010/11 | Фресно Стэйт | WAC   | FR    | 31  | 1  | 16,9 | 44,1 | 14,3 | 54,0 | 2,9 | 2,0 | 1,1 | 0,3 | 4,4  |
| 2011/12 | Фресно Стэйт | WAC   | SO    | 33  | 23 | 29,6 | 42,2 | 31,5 | 68,6 | 4,6 | 2,5 | 1,3 | 0,3 | 9,3  |
| 2012/13 | Фресно Стэйт | MWC   | JR    | 29  | 28 | 29,6 | 46,1 | 40,2 | 70,9 | 4,1 | 2,0 | 0,9 | 0,2 | 12,1 |
| 2013/14 | Фресно Стэйт | MWC   | SR    | 35  | 35 | 33,6 | 47,9 | 43,2 | 80,5 | 7,3 | 2,9 | 1,0 | 0,4 | 15,9 |
| Всего | Всего        | Всего | Всего | 128 | 87 | 27,6 | 45,6 | 37,2 | 71,6 | 4,8 | 2,4 | 1,1 | 0,3 | 10,5 |
| Наведите курсор мыши на аббревиатуры в заголовке таблицы, чтобы прочесть их расшифровку Статистика приведена с сайта sports-reference.com |              |       |       |     |    |      |      |      |      |     |     |     |     |      |